# Notobuxus acuminata
Notobuxus acuminata är en buxbomsväxtart som först beskrevs av Ernest Friedrich Gilg, och fick sitt nu gällande namn av John Hutchinson. Notobuxus acuminata ingår i släktet Notobuxus och familjen buxbomsväxter. Inga underarter finns listade i Catalogue of Life.